# 대가리 2 - 학교무림
《대가리 2 - 학교무림》은 대한민국에서 제작된 이수성 감독의 2019년 액션 영화이다. 서세명 등이 주연으로 출연하였다. 이 영화는 2019년 11월 28일에 개봉되었다.

## 줄거리
한철의 자퇴와 함께 학교는 평화가 찾아온다. 싸움실력이 향상된 민수가 친구들에게 뻥을 친다, 학교 안에서 비밀스럽게 운영되는 파이트 클럽에서 맞은 학생들이 늘고 일를 알게 된 상길은 윤혁에게 파이트 클럽의 주동자가 누군지 추궁을 하고 이에 윤혁은 민수와 진만이라고 이야기한다. 누명을 쓰게 된 진만과 민수는 파이트 클럽의 실체를 찾아 나서는데 이때 예전 자신을 버리고 떠난 연지가 새롭게 접근을 하고 거부하지만 결국 연지와 다시 좋은 관계를 유지한다, 그리고 닭발집에서 우연히 만난 가영을 통해 파이트 클럽의 모임에 잠입을 하게 되는데...!

## 캐스팅
- 서세명 : 박진만 역
- 남승민 : 김민수 역
- 지니 : 가영 역
- 오윤빈 : 윤혁 역
- 정현욱 : 상길 역
- 이도연 : 성재 역
- 임준혁 : 민재 역
- 처음 : 연지 역
- 허미진 : 은서 역
- 선우 : 지수 역
- 박기수 : 한구 역
- 김병선 : 성원 역
- 임동민 : 민중 역
- 박종환 : 닭발집 사장 역(우정출연)
- 이승용 : 영호 역(우정출연)